# متمم (زبان‌شناسی)
متمم یا مکمل (به انگلیسی: Complement) در دستور زبان یک واژه، گروه یا بند است که برای تکمیل معنای یک عبارت معین بدان نیاز است. متمم‌ها همواره بخشی از گزاره هستند و در هر دو نوع جمله گذرا و ناگذر می‌آیند. در فارسی معمولاً همراه با یک حرف اضافه می‌آیند. 
متمم‌ها به سه دسته فعلی، نامی و قیدی تقسیم می‌شوند که تنها متمم فعل جزو اجزای اصلی جمله به‌شمار می‌رود.
متمم به معنای تمام کننده فعل نیز می باشد مانند :(با اتوبوس آمدم).	با، حرف اضافه است و کلمه ی "اتوبوس" متمم است

## متمم فعلی (متمم فعل هستند و منظور متمم کنونی نیست)
متمم‌های اجباری فعلی (مفعول غیرمستقیم)، متمم فعل‌هایی هستند که حرف اضافهٔ اختصاصی دارند و در جمله جزء اصلی جمله به‌شمار می‌آیند. بدون این متمم‌ها هم‌معنی فعل ناقص است و هم جمله نارسا و بی‌معنا است. متمم این فعل‌ها با یکی از پنج حرف اضافه به، از، با، در و بر می‌آید.
راه تشخیص این متمم‌ها تشخیص نوع فعل (ساده و مرکب) و نیاز یا عدم نیاز آن به حروف اضافه اختصاصی است. متمم فعل جزء عناصر اصلی جمله است و آن را نمی‌توان بدون قرینه از جمله حذف کرد. این نوع متمم تنها متممی است که جزو عناصر اصلی به‌شمار می‌رود.
| محمدرضا رسولی | از امتحان | می‌ترسد. |
| نهاد          | متمم      | فعل     |

بعضی فعل‌ها به جای مفعول می‌توانند متمم بگیرند:
| ماه را | بنگر. |
| به ماه | بنگر. |

## متمم نامی
این متمم‌ها برای گروه همراه خود اجباری و الزامی هستند و نمی‌توان آن‌ها را از جمله حذف کرد (مگر این که گروه همراه آن‌ها نیز حذف شوند و این هم همیشه ممکن نیست). این متمم‌ها جزو عناصر اصلی جمله محسوب نمی‌شوند و به شش دسته اسم، صفت، مسند، صوت، قید و متمم متمم تقسیم می‌شوند.
متمم اسم
بعضی اسم‌ها -در هر نقشی که باشند- به متمم نیاز دارند.
| من   | ملاقات را | با او    | ترتیب می‌دهم. |
| نهاد | مفعول     | متمم اسم | فعل          |

متمم صفت
همهٔ صفت‌های تفضیلی و بعضی از صفت‌های پسین به متمم احتیاج دارند.
متمم مسند
مسند -که خود از اجزای اصلی جمله است- گاهی به متمم نیاز دارد. متمم‌های مسند گاهی پیش و گاهی پس از مسند در ساختار جمله قرار می‌گیرند.
| کاسه | پر   | از آب     | است. |
| نهاد | مسند | متمم مسند | فعل  |

متمم صوت
برخی از صوت‌ها همراه با متمم هستند.
| آه  | از زندگی |
| صوت | متمم صوت |

متمم قید
همهٔ قیدهای تفضیلی و برخی قیدهای دیگر به متمم احتیاج دارند.
| علی  | آهسته‌تر | از ما    | می‌آید. |
| نهاد | قید     | متمم قید | فعل    |

متمم متمم
متمم‌های متمم از وابسته‌های وابسته به‌شمار می‌روند.
| افتخار | به دوستی | با شما    | افتخار واقعی است. |
| نهاد   | متمم اسم | متمم متمم | فعل               |

## متمم قیدی
متمم‌های قیدی معنای جمله را کامل‌تر می‌کنند و حذف آن‌ها ساختار جمله را برهم نمی‌زند و به همین دلیل به آن‌ها متمم اختیاری نیز می‌گویند. بر خلاف متمّم‌های اجباری فعل، چند متمم قیدی می‌تواند در یک جمله بیاید.
| بچه  | با سرعت   | در خیابان | می‌دوید. |
| نهاد | متمم قیدی | متمم قیدی | فعل     |